# Аргуния
Аргуния (абх. Аргуния, груз. არღუნია) — село в Абхазии, в Гулрыпшском районе частично признанной Республики Абхазия, согласно административному делению Грузии — в Гульрипшском муниципалитете Абхазской Автономной Республики. Высота над уровнем моря составляет 800 метров.
Население — 18 человек (1989).

## Население
В 1959 году в селе Аргуния жило 64 человека, в основном армяне (в Латском сельсовете в целом — 1154 человека, также в основном только армяне). В 1989 году в селе жило 18 человек, также в основном армяне.